# Sillegny
Sillegny település Franciaországban, Moselle megyében. Lakosainak száma 633 fő (2022. január 1.). Sillegny Coin-sur-Seille, Cheminot, Lorry-Mardigny, Louvigny, Marieulles és Pommérieux községekkel határos.

## Népesség
A település népessége az elmúlt években az alábbi módon változott:
| Lakosok száma | 435  | 461  | 474  | 478  | 494  | 552  | 584  | 609  | 633  |
|               | 2013 | 2015 | 2016 | 2017 | 2018 | 2019 | 2020 | 2021 | 2022 |